# Senna Hoy

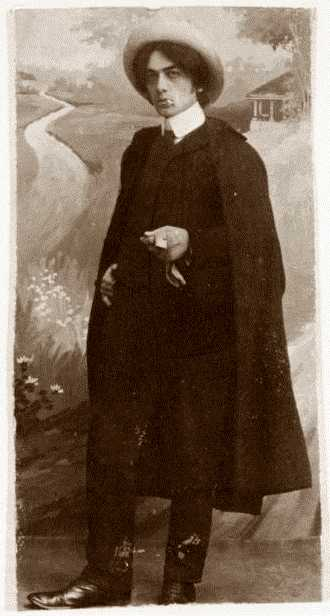
Senna Hoy (um 1905)

Senna Hoy (eigentlich Johannes Holzmann; geboren 30. Oktober 1882 in Tuchel; gestorben 28. April 1914 in Meschtscherskoje bei Moskau) war ein deutscher Anarchist und Schriftsteller.

## Leben und Wirken
Senna Hoy entstammte einer wohlhabenden jüdischen Familie; sein Vater war Lehrer. Als Jugendlicher bewegte er sich im Umkreis der Theosophischen Gesellschaft und der SPD, brach jedoch spätestens 1902 mit diesen Strömungen. Er nahm das Pseudonym Senna Hoy an (von Else Lasker-Schüler als Ananym aus seinem Vornamen gebildet) und gründete 1904 – gefördert und mitfinanziert durch seinen Freund Otto Buek – die anarchistische Zeitschrift Kampf. In ihr setzte er sich nicht nur für eine Vielzahl tagespolitischer Themen ein, sondern trat auch ein für die Abschaffung des Paragrafen 175 und damit für die Legalisierung der Homosexualität ein. Er war Mitbegründer des Bundes für Menschenrechte und bis 1905 dessen Präsident.
Wichtige Mitarbeiter von Der Kampf waren unter anderen Else Lasker-Schüler, Erich Mühsam, Franz Pfemfert; Herwarth Walden und Paul Scheerbart. 1905 wurde die Zeitschrift verboten, worauf Senna Hoy in die Schweiz ging, wo er an der Zeitschrift Der Weckruf mitarbeitete.
Um 1905 wohnte Hoy in Berlin mit der russische Studentin Janina Berson zusammen, die schließlich von der Polizei ausgewiesen wurde. Aus diesem Anlass schrieb er „einen beleidigenden Brief“ an den Polizeipräsidenten von Berlin, woraufhin er zu einer längeren Freiheitsstrafe verurteilt wurde. Diese verbüßte er jedoch nicht, sondern floh nach Zürich. Von dort soll er sich bei Ausbruch der Russischen Revolution 1905 nach Warschau begeben haben. Am 27. Januar 1906 meldete die Presse fälschlicherweise, Senna Hoy sei dort von der Polizei erschossen worden. Am 14. Februar 1906 wurde klargestellt, dass er in Zürich verhaftet wurde. Er war zuvor wegen anarchistischer Umtriebe aus der Schweiz ausgewiesen worden und wurde wegen „Übertretung der Landesverweisung“ vor Gericht gestellt. Er hatte die Falschnamen Dr. Burkhardt und Rachanow benutzt. Die Verhaftung war am 13. Februar erfolgt; er trug einen falschen Bart und war im Besitz eines geladenen Revolvers sowie eines Dolchs. Auf dem Transport zur Hauptwache unternahm er zwei Fluchtversuche. Im Juni 1906 verurteilte ihn das Züricher Bezirksgericht zu sechs Monaten Gefängnis sowie fünfzehn Jahren Landesverweisung. Das Urteil wurde vom Obergericht bestätigt.
1907 ging er nach Russland, um dort politisch zu wirken, wurde jedoch schon im selben Jahr dort inhaftiert. Im Dezember 1908 wurde er vom Warschauer Kriegsgericht zu fünfzehn Jahren Zwangsarbeit verurteilt. Pfemfert, Lasker-Schüler und andere setzten sich erfolglos für seine Freilassung ein. Nach zwei Suizidversuchen wurde er 1912 durch die Hilfe des Leibarztes des Zaren in die Irrenabteilung des Gefängnisses Meschtscherskoje bei Moskau verlegt. Dort starb er 31-jährig am 28. April 1914. Am 11. Mai 1914 wurde Senna Hoy auf dem Jüdischen Friedhof Berlin-Weißensee in Anwesenheit von Else Lasker-Schüler beerdigt.
Else Lasker-Schüler widmete ihm im Prager Tagblatt vom 17. Oktober 1915 folgende Zeilen zum Abschied:
Seit du begraben liegst auf dem Hügel

Ist die Erde süß.

Wo ich hingehe nun auf Zehen

Wandele ich über reine Wege.

O deines Blutes Rosen

Durchtränken sanft den Tod.

Ich habe keine Furcht mehr

Vor dem Sterben.

Auf diesem Hügel blühe ich schon

Mit den Blumen der Schlingpflanzen.

Deine Lippen haben mich immer gerufen,

Nun weiß mein Name nicht mehr zurück.

Jede Schaufel Erde, die dich barg,

Verschüttete auch mich.

Darum ist immer Nacht an mir

Und Sterne schon in der Dämmerung.

Und ich bin unbegreiflich unseren Freunden

Und ganz fremd geworden.

Aber du stehst am Tor der stillsten Stadt

Und wartest auf mich, du Großengel.

## Publikationen
- Goldene Kathie. Hans Priebe & Ko, Berlin 1904.[10]
- Das Auge des Tigers. Aus den Erlebnissen eines Gentleman-Detektiv. Hermann Hillger, Berlin / Leipzig 1912.

## Literatur

Titel der Ausgabe von 1904